# イリジウム異常
イリジウム異常（イリジウムいじょう、英: Iridium anomaly）は、地質学において、地球の地層や岩石中に異常に高いイリジウム（iridium）の濃度が検出されることを指す。

## 解説
イリジウムは地球上では一般的に非常に希少な元素であり、通常は地殻中にはほとんど存在しないため、高い濃度が検出されることは特別な出来事を示唆する。特に、地質学や古生物学の研究において、過去の出来事を理解するための重要な指標となる。
代表的な原因は、小惑星や隕石など地球外の物体の地球への衝突である。例えば、K-Pg境界では、他の地層と比べ20倍から160倍に達する高濃度のイリジウムが発見されており、これは巨大隕石が地球に衝突したことが要因であるとされている。そして、落下した隕石が発生させた大量の塵による太陽光遮断が起こって食物連鎖が崩壊したり、落下時に巻き上げられた地中の硫黄が二酸化硫黄や三酸化硫黄となり、最終的に硫酸の酸性雨として地面に降りそそいだりしたことで、約6600万年前の白亜紀と古第三紀の間の大量絶滅が起こったと考えられている。